# Anton Nilsson (fotbollsspelare)
Anton Calle Mathias Nilsson, född 26 februari 2004 är en svensk fotbollsspelare (anfallare) som spelar för Helsingborgs IF i Superettan.

## Klubblagskarriär
Anton Nilsson är uppvuxen i Påarp och började spela fotboll i moderklubben Helsingborg Östra IF. Han gick sedan vidare till Råå IF där han blev upptäckt av Helsingborgs IF-tränaren - tillika forne Helsingborgs IF-spelaren - Álvaro Santos och gjorde inför säsongen 2019 flytten till stadens stora klubb.
Två år senare fick Nilsson A-lagsdebutera för Helsingborgs IF, då han som 16-åring startade i träningsmatchen mot Torns IF den 30 januari 2021. Året därpå fick Anton Nilsson debutera i Allsvenskan, då han hoppade in i 0-2-förlusten mot Djurgårdens IF den 11 juli 2022. Det blev ytterligare ett allsvenskt framträdande för Nilsson under en säsong som slutade med att Helsingborgs IF åkte ur Allsvenskan.
Efter säsongens slut skrev Nilsson på sitt första A-lagskontrakt med Helsingborgs IF. Efterföljande säsong fick han också chansen direkt i premiären av Superettan, då HIF förlorade med 0-1 mot Östers IF den 4 april 2023. Under vårsäsongen fick han därefter bara speltid i två matcher till. I mitten av juli meddelade Helsingborgs IF därför att Nilsson lånas ut till division 1-klubben Ängelholms FF resten av säsongen, inom ramen för ett samarbetsavtal som gör det möjligt för honom att representera båda klubbarna.

## Landslagskarriär
Anton Nilsson har representerat Sveriges U19- och U17-landslag.
Han var en del av truppen som spelade P04-landslagets två första landskamper mot Finland i augusti 2019. Debuten i U19-landslaget skedde i oktober 2021, då Nilsson tröstmålade när Sverige förlorade med 1-4 mot Österrike.

## Statistik
| Klubb              | Säsong             | Liga               | Liga    | Liga | Nationell cup | Nationell cup | Internationell cup | Internationell cup | Övrigt  | Övrigt | Totalt  | Totalt |
| Klubb              | Säsong             | Division           | Matcher | Mål  | Matcher       | Mål           | Matcher            | Mål                | Matcher | Mål    | Matcher | Mål    |
| ------------------ | ------------------ | ------------------ | ------- | ---- | ------------- | ------------- | ------------------ | ------------------ | ------- | ------ | ------- | ------ |
| Helsingborgs IF    | 2022               | Allsvenskan        | 2       | 0    | 0             | 0             | -                  | -                  | -       | -      | 2       | 0      |
| Helsingborgs IF    | 2023               | Superettan         | 3       | 0    | 0             | 0             | -                  | -                  | -       | -      | 3       | 0      |
| Totalt             | Totalt             | Totalt             | 5       | 0    | 0             | 0             | 0                  | 0                  | 0       | 0      | 5       | 0      |
| Ängelholms FF      | 2023               | Ettan Södra        | 4       | 0    | 0             | 0             | -                  | -                  | -       | -      | 4       | 0      |
| Totalt i karriären | Totalt i karriären | Totalt i karriären | 9       | 0    | 0             | 0             | 0                  | 0                  | 0       | 0      | 9       | 0      |